# Ronde van Emilia 1918
De achtste editie van de wielerwedstrijd Ronde van Emilia vond plaats op 30 juni 1918. De wedstrijd startte in Bologna en finishte 278 kilometer later in Bologna. De Italiaan Costante Girardengo won de wedstrijd.

## Uitslag
| Plaats  | Naam                | Ploeg   | Tijd      |
| ------- | ------------------- | ------- | --------- |
| Winnaar | Costante Girardengo | Bianchi | 10u54'17" |
| 2       | Leopoldo Torricelli |         | z.t.      |
| 3       | Alfonso Calzolari   |         | z.t.      |
| 4       | Lauro Bordin        | Bianchi | + 11’23"  |
| 5       | Gaetano Belloni     | Bianchi | z.t.      |
| 6       | Alfredo Sivocci     |         | z.t.      |
| 7       | Romeo Poid          |         | z.t.      |
| 8       | Ezio Corlaita       |         | + 14’18"  |
| 9       | Arturo Ferrario     |         | + 49’18"  |
| 10      | Maurizio Garino     |         | + 53’18"  |

Mannen:
1909 · 1910 · 1911 · 1912 · 1913 · 1914 · 1915 · 1916 · 1917 · 1918 · 1919 · 1920 · 1921 · 1922 · 1923 · 1924 · 1925 · 1926 · 1927 · 1928 · 1929 · 1930 · 1931 · 1932 · 1933 · 1934 · 1935 · 1936 · 1937 · 1938 · 1939 · 1940 · 1941 · 1942 · 1943 · 1944 · 1945 · 1946 · 1947 · 1948 · 1949 · 1950 · 1951 · 1952 · 1953 · 1954 · 1955 · 1956 · 1957 · 1958 · 1959 · 1960 · 1961 · 1962 · 1963 · 1964 · 1965 · 1966 · 1967 · 1968 · 1969 · 1970 · 1971 · 1972 · 1973 · 1974 · 1975 · 1976 · 1977 · 1978 · 1979 · 1980 · 1981 · 1982 · 1983 · 1984 · 1985 · 1986 · 1987 · 1988 · 1989 · 1990 · 1991 · 1992 · 1993 · 1994 · 1995 · 1996 · 1997 · 1998 · 1999 · 2000 · 2001 · 2002 · 2003 · 2004 · 2005 · 2006 · 2007 · 2008 · 2009 · 2010 · 2011 · 2012 · 2013 · 2014 · 2015 · 2016 · 2017 · 2018 · 2019 · 2020 · 2021 · 2022 · 2023 · 2024
Vrouwen:
2014 · 2015 · 2016 · 2017 · 2018 · 2019 · 2020 · 2021 · 2022 · 2023 · 2024